# Сейсмічність Південної Кореї
Сейсмічність Південної Кореї — характеризується високою інтенсивністю та сейсмічною активністю.

## Загальна характеристика
Корейський півострів, на якому розташована Південна Корея, лежить у зоні переходу від Азійського континенту до Тихого океану. Відповідно в межах території країни спостерігаються досить часті й сильні землетруси. Найбільше число землетрусів відбувається в південній частині і вздовж західного узбережжя Корейського півострова. Землетруси на півдні і заході півострова, а також в акваторії Жовтого моря мають вогнища неглибокого корового залягання, а вогнища північно-східного узбережжя — глибоке (450—650 км), підкорове залягання.

## Землетруси у минулі століття
Відомості про землетруси на Корейському півострові збереглися за матеріалами літописів, а в пізніший період — за інструментальними даними майже за 2 тис. років. Виходячи з цих даних, на території Кореї, з 2 року н. е. по 1912 рік, сталося — 2292, а в 1913—1938 роках зафіксовано — 208 землетрусів.
Найпотужніший землетрус (9 балів) з епіцентром на півдні півострова, який охопив територію в 140 тис. км², стався в 1546 році. Сильний землетрус (8—9 балів) з епіцентром в цьому ж районі також був зареєстрований у липні 1936 року.

## Землетруси XXI століття

### 2016
У вересні 2016 року в Південній Кореї було зафіксовано помірний за (шкалою інтенсивності МSK-64) землетрус, під час якого сила підземних поштовхів становила 5,8 балів за шкалою Ріхтера. Епіцентр землетрусу знаходився біля одного з основних туристичних центрів Південної Кореї, стародавнього міста Кьонджу.

### 2017
15 листопада 2017 року на південному сході Південної Кореї стався помірний (за шкалою інтенсивності МSK-64) землетрус магнітудою 5,4 балів (за шкалою Ріхтера). За даними Метеорологічного управління Республіки Корея, епіцентр землетрусу знаходився під портовим містом Пхохан. В той же час, Геологічна служба США повідомила, що епіцентр землетрусу був розташований за 9 км на північний захід від Пхохана. Згідно з інформацією Міністерства внутрішніх справ та безпеки Південної Кореї, землетрус, який відчувався на всій території країни, зокрема в столиці країни місті Сеулі, пошкодив майже 1100 будинків і понад 100 шкіл. Також були пошкоджені дороги, громадські та військові об’єкти. 1536 людей були змушені покинути свої будинки, в тому числі 57 осіб було травмовано.

### 2023
11 лютого 2023 року у центральній частині Південної Кореї стався ледве відчутний (за шкалою інтенсивності МSK-64) землетрус магнітудою 2,3 балів (за шкалою Ріхтера). За повідомленням Метеорологічного управління Республіки Корея, епіцентр землетрусу знаходився приблизно за 180 км на південь від міста Сеул, гіпоцентр землетрусу залягав на глибині 13 км. Зазначалося, що цей землетрус став 44 від 1978 року, коли у Південній Кореї розпочалося спостереження за землетрусами.
15 травня 2023 року, о 06:27 ранку за місцевим часом (00:27 за Києвом), біля східного узбережжя Південної Кореї в Японському морі стався найпотужніший від початку року, сильно відчутний (за шкалою інтенсивності МSK-64) землетрус силою 4,5 балів (за шкалою Ріхтера). Згідно з повідомленням Метеорологічного управління Республіки Корея, підземний поштовх зафіксовано в морі приблизно за 59 км на північний схід від міста Тонхе, гіпоцентр залягав на глибині 32 км.

### 2024
12 червня 2024 року, о 08:26 (за місцевим часом), у Південній Кореї стався сильно відчутний (за шкалою інтенсивності МSK-64) землетрус магнітудою 4,8 балів (за шкалою Ріхтера). За даними Корейської метеорологічної адміністрації (KMA), це був найсильніший землетрус, який сколихнув Корейський півострів і його навколишні води у 2024 році. Епіцентр землетрус перебував за 4 км від округу Північна Чолла та за 204 км від Сеула. Гіпоцентр землетрусу перебував на глибині 8 км під землею. Станом на 14:00 (за місцевим часом) було зафіксовано 15 афтершоків, найсильніший з яких магнітудою 3,1 балів (за шкалою Ріхтера) стався о 13:55. Землетрус відчули в багатьох частинах країни, включно із районом Сеула, провінцією Чхунчхон та південно-східними регіонами.